# Peder Oxe

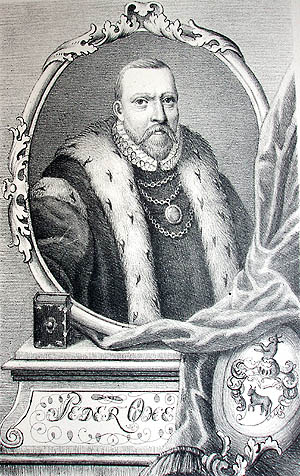
Peder Oxe

Peder Oxe (* 7. Januar 1520; † 24. Oktober 1575) war ein dänischer Reichsrat und Reichshofmeister.

## Leben

### Familie
Peder Oxe war der älteste Sohn von Johann Oxe († 1534), Besitzer des Guts Nielstrup auf Lolland, und Mette Gøye († 1537), einer Tochter des Reichshofmeisters Mogens Gøye. Er hatte vier Schwestern und zwei Brüder. Seine Schwester Inger heiratete Jørgen Brahe, einen Onkel von Tycho Brahe, dessen humanistische Ausbildung Oxe später förderte.
Sein Onkel Torben Oxe, Lehnsmann auf dem Kopenhagener Schloss, war 1517 von König Christian II. trotz Freispruchs durch den Reichsrat hingerichtet worden, weil der König ihn für den Mord an seiner Geliebten Dyveke Sigbritsdatter verantwortlich machte. 
Im selben Jahr 1517 erhielt Johann Oxe Lindholmen in Schonen als Pacht. Unter dem nächsten König Friedrich I. wurde er 1523 in den Reichsrat aufgenommen. 1526 kaufte er das Gut Gisselfeld von der Familie Gøye. Um diesen Kauf entspann sich ein jahrelanger Streit mit seinem Schwiegervater Mogens Gøye. In der Zeit der Reformation stand Johann Oxe – anders als sein Schwiegervater, der sich schon früh dem lutherischen Bekenntnis zugewandt hatte – auf Seiten der Adelspartei, die 1533 die Wahl von Friedrichs ältesten Sohn, des Lutheraners Christian III., zum König von Dänemark verhindern wollte. Während der Grafenfehde schloss er sich Christoph von Oldenburg an. Im Zuge von dessen Niederlage kam Johann Oxe im Dezember 1534 bei der Verteidigung seines Guts um.

### Aufstieg
Bereits als Zwölfjähriger war Peder Oxe auf eine ausgedehnte Bildungsreise durch Deutschland, Frankreich und Italien geschickt worden. Seine Eltern hatten ihn dem früheren Rektor der Kopenhagener Universität, Christian Morsing (1485–1560), anvertraut, der nach der Schließung der Universität aufgrund von religiösen Unruhen 1531 die Gelegenheit nutzte, um seine medizinische Bildung an den Universitäten in Paris und Basel zu vervollständigen. In Basel lebte der junge Oxe 1534/35 im Hause des Humanisten Sebastian Münster. Als Morsing 1537 von König Christian III. nach Dänemark zurückgerufen wurde, um an der nach Einführung der Reformation wiedereröffneten Kopenhagener Universität die Professur in Medizin und das Rektorat zu übernehmen, kehrte auch Oxe in die Heimat zurück. Da inzwischen auch seine Mutter gestorben war, wurde Oxe Vormund seiner Geschwister und war für die Verwaltung der Güter zuständig. Um Gisselfeld und Torsjö in Schonen prozessierte er jahrelang gegen seinen Großvater Mogens Gøye. Schließlich konnte er beide Güter gegen eine Abfindung von seinem Großvater übernehmen, so dass bei der Aufteilung des elterlichen Erbes jeder Bruder ein Gut erhielt. Peder Oxe behielt Gisselfeld als Wohnsitz. Er ließ die alte Wasserburg 1547 abreißen und ein befestigtes Renaissanceschloss errichten. Durch Landkäufe und -tausch vergrößerte er seinen Besitz.
Ab spätestens 1541 gehörte er zum königlichen Hof und hatte verschiedene Stellen beim Militär und in der Verwaltung inne. Besonders gefördert wurde er von Königin Dorothea. 1548 organisierte er den Brautzug von Prinzessin Anna nach Sachsen, den auch die Königin begleitete. Mit 32 Jahren wurde er 1552 als jüngstes Mitglied in den Reichsrat aufgenommen. In den folgenden Jahren reiste er als königlicher Rat an deutsche Fürstenhöfe und war u. a. für den sächsischen Kurfürsten August, den Schwiegersohn des dänischen Königs, bei der Aushandlung des Naumburger Vertrags 1554 beteiligt. Anschließend durfte Oxe den König als Pate bei der Taufe dessen Enkels Alexander von Sachsen vertreten.
Nach seiner Rückkehr nach Dänemark von dieser diplomatischen Reise wurde Oxe Statthalter von Kopenhagen. Er diente dem König als ständiger Ratgeber und galt als Kandidat für die Neubesetzung des seit 1552 vakanten Amts des Reichshofmeisters, des höchsten Amtes im Königreich, das vom König selbst zu vergeben war. Welche politische Position er vertrat, lässt sich aus dem Mangel an Quellen nicht rekonstruieren. Es ist anzunehmen, dass er in die Erarbeitung der neuen Lehnsverordnung durch Kanzler Johan Friis (1494–1570) involviert war, die dem König mehr und feste Einnahmen aus dem verlehnten Krongut sicherte und gleichzeitig die Macht der Lehnsmänner reduzierte.
1555 war Oxe wieder in Streitigkeiten um Ländereien mit Nachkommen von Mogens Gøye verwickelt, insbesondere mit Herluf Trolle, dem Ehemann seiner Tante Birgitte Gøye. Dabei wurde Oxe zunächst von König Christian III. und einem Großteil des Adels unterstützt. Es gelang ihm, sein 1554 erworbenes Gut Oxholm (heute Favrholm) bei Hillerød im Norden Seelands auf Kosten von Trolles Gut Hillerødsholm zu vergrößern. Dieser Streit brachte ihm jedoch die Feindschaft von Trolle ein, der sich mit Christoffer Huitfeldt verbündete. Bei einem weiteren Landtausch mit dem König, mit dem Oxe 1556 das Gebiet um Gisselfeld abrunden wollte, argwöhnte Christian III., dass Oxe ihn übervorteilen wollte. Eine 1557 einberufene Kommission, der auch Trolle angehörte, deckte Unregelmäßigkeiten auf.

### Sturz und Exil
Weshalb Peder Oxe 1557/58 in Ungnade fiel, ist nicht eindeutig geklärt. Neben den erwähnten Unregelmäßigkeiten beim Landtausch deuten die Quellen auch ein persönliches Zerwürfnis mit der Königin an. Auf jeden Fall entzog ihm das Königspaar sein Vertrauen. Gleichzeitig verschob sich mit der Rückkehr von Huitfeldt aus Norwegen 1556 das Machtverhältnis im Reichsrat zu seinen Ungunsten. Dies stand möglicherweise im Zusammenhang mit der Lehnsneuordnung. Ungeklärt ist auch, ob Oxes Schwäger Hans Barnekow, Jørgen Brahe und Otte Rud 1557 Ämter und Güter an Mitglieder der Trolle-Fraktion wegen der Verwandtschaft zu Oxe verloren oder ob dies ausschließlich eine Folge der Neuordnung der Lehen war. Oxes Brüder behielten nämlich ihren Besitz. Oxe durfte zwar beim Besuch des sächsischen Kronprinzenpaares in Dänemark noch eine repräsentative Rolle spielen, verlor aber ansonsten an Einfluss. Er fühlte sich bedroht und kehrte von einer Reise nach Mecklenburg, wo er wieder den König bei einer Taufe vertreten sollte, Ende 1557 nicht nach Kopenhagen zurück, sondern entschuldigte sein Fernbleiben schriftlich mit gesundheitlichen Gründen und zog sich nach Gisselfeld zurück. Dort soll er sich in einem geheimen Keller versteckt haben.
Anfang 1558 trat Oxe aus dem Reichsrat aus und von allen öffentlichen Ämtern zurück; doch seine Hoffnung, damit das Vertrauen des bereits schwerkranken Königs Christian zurückzugewinnen, blieb vergeblich. Hillerødsholm musste er unter für ihn nachteiligen Bedingungen an die Krone verkaufen, Favrholm gegen Tølløsegård, einen 1536 von der Krone eingezogenen Hof des Bischofs von Roskilde, tauschen. Das Gutshaus von Hillerødsholm baute Friedrich II., der seinem Vater 1559 auf den Thron nachfolgte, ab 1560 mit dem Abrissmaterial von Kloster Æbelholt zu Schloss Frederiksborg aus.
Zum Herrentag im Juni 1558, bei dem Herluf Trolle im Namen des Königs Anklage gegen Oxe erhob, wagte Oxe nicht zu erscheinen, sondern floh nach Lothringen an den Hof der Herzoginwitwe Christina, der Tochter des 1523 abgesetzten dänischen Königs Christian II., und trat dort 1559 in die Dienste ihres Sohnes Karl III., der gerade seine Herrschaft angetreten hatte. In Dänemark zog sich der Prozess gegen Oxe bis nach dem Tod von Christian III. 1559 hin. Friedrich II. ließ Trolle weitere Untersuchungen anstellen. Oxes Brüdern wurde verboten, sich für ihren Bruder einzusetzen. Sie erlitten aber auch keine Nachteile durch seinen Sturz. Als Ersatz für die Veruntreuungen in seiner Amtszeit fiel Oxes Besitz, darunter Gisselfeld, an die Krone. Sein Nachfolger als Statthalter von Kopenhagen wurde der Admiral Mogens Gyldenstierne (1481–1569), der in den 1540er Jahren Mogens Gøye im Streit um Gisselfeld unterstützt hatte.
Von Lothringen aus versuchte Oxe, wieder in Gnaden in Dänemark aufgenommen zu werden. Mehrfach verwendeten sich sowohl der französische König Franz II. als auch Kaiser Ferdinand I. für Oxe beim dänischen König. Als Christian III. starb, ohne dass es zu einer Versöhnung gekommen war, suchte Oxe den Kontakt zu Wilhelm von Grumbach. Auch versuchte er Herzogin Christina, die nach dem Tod von Christian III. ihre Ansprüche auf den dänischen Thron geltend machen wollte, für einen Plan zur Eroberung von Dänemark durch Frankreich zu gewinnen. Dieser Plan wurde bald fallengelassen, als sich Lübeck und andere Hansestädte, auf deren Unterstützung Oxe gebaut hatte, mit Dänemark gegen Schweden zusammenschlossen. Stattdessen führte Oxe ab 1560 im Namen der Herzogin Verhandlungen um eine Eheschließung ihrer Tochter Renée mit Friedrich II., die jedoch 1562 scheiterten. Friedrich II. zog die mit der Teilnahme an den Verhandlungen verbundene Einladung an Oxe nach Oldenburg zurück und weigerte sich, Oxe wieder in Gnade aufzunehmen, obwohl sich auch Kaiser Maximilian II. für ihn einsetzte.
Mit Ausbruch des Dreikronenkrieges zwischen Dänemark und Schweden 1563 schmiedete Oxe dann neue Pläne, wie Herzogin Christina Dänemark erobern könnte. Er reiste 1564 nach Norddeutschland, um Kontakt mit Schweden und unzufriedenen Dänen zu knüpfen und zu versuchen, die Dithmarscher, die 1559 ihre Unabhängigkeit in der Letzten Fehde verloren hatten, zum Abfall von Dänemark aufzuwiegeln. Als jedoch absehbar war, dass das Unternehmen wegen der fehlenden Unterstützung des französischen Königs und der Habsburger zum Scheitern verurteilt war, sah Christina sich gezwungen, 1565/66 über den Mittelsmann Heinrich Rantzau eine Versöhnung mit Friedrich II. auszuhandeln. Oxe, der an diesen Verhandlungen beteiligt war, suchte seinerseits, Fürsprecher für seine Rückkehr nach Dänemark zu gewinnen.
Für seine Dienste wurde Oxe vom Lothringer Herzog zum Kammerherrn ernannt und erhielt 1563 Schloss Schaumburg mit allen Einkünften auf Lebenszeit verliehen. 1565 kaufte er zudem Ort und Schloss Einville.

### Rückkehr und zweite Karriere
1565 starben sowohl Trolle als Oberbefehlshaber der dänischen Flotte im Kampf gegen Schweden als auch Reichshofmeister Eiler Hardenberg. Friedrich II. fehlte damit ein fähiger Politiker und Finanzfachmann. Er kam nun Oxes Bitte entgegen, erlaubte ihm die Heimkehr und versöhnte sich mit ihm. Oxe wurde wieder als Reichsrat und Statthalter von Kopenhagen eingesetzt und erhielt seine Güter zurück und dazu Schloss Vordingborg als Lehen. Zusammen mit anderen Reichsräten, vor allem Johan Friis und Holger Rosenkrantz, setzte er die Reform des Finanzwesens fort. Er erhob dauerhafte Steuern und verpfändete Krongut, um kurzfristig an Geld zu kommen. Der Sundzoll wurde nunmehr nicht nur auf die passierenden Schiffe selbst, sondern auf deren Ladung erhoben, wodurch sich das Einkommen verdreifachte. Diese Maßnahmen machten Oxe bei Adligen, Kaufleuten und Bauern gleichermaßen unbeliebt, sicherten aber die Kriegsfinanzierung und reduzierten die Staatsschulden. 1567 ernannte der König ihn zum Reichshofmeister.

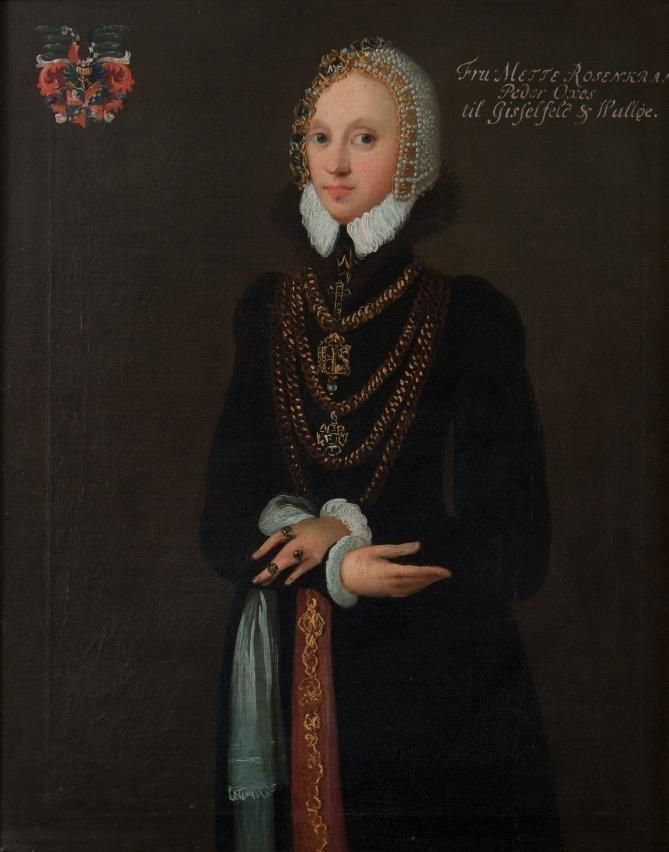
Oxes Ehefrau Mette Rosenkrantz von Gisselfeld und Vallø

Im selben Jahr heiratete er die reiche Witwe Mette Rosenkrantz (ca. 1533–1588), eine Tochter von Oluf Nielsen Rosenkrantz (ca. 1490–1545) und Ide Munk († 1586) aus der einflussreichen Adelsfamilie Rosenkrantz. Mit ihrer Schwester Brigitte teilte sie sich Schloss Vallø und die dazu gehörigen Ländereien, das sie von ihrem Vater geerbt hatten. Ihr erster Mann Steen Rosensparre, mit dem sie drei Kinder hatte, war 1565 gefallen. Die Ehe mit Oxe blieb kinderlos.
Gleich nach seiner Rückkehr setzte Oxe den Ausbau seiner Güter fort. Durch den Tod seiner Brüder, die ebenfalls kinderlos waren, fielen deren Güter an ihn. In Gisselfeld legte er neben den Wirtschaftsgebäuden außerhalb des Schlossgrabens einen Obst- und einen Kräutergarten sowie Fischteiche für die Karpfenzucht an. Er versuchte auch, die Erträge durch die Einführung neuer Obst- und Gemüsesorten, die er in Lothringen kennengelernt hatte, und die Bewirtschaftung der Brache zu verbessern. Für das Gut, zu dem neben den in unmittelbarer Nähe liegenden Dörfern achtzig Höfe und sechs Wassermühlen gehörten, erlangte er die Hohe Gerichtsbarkeit. Auch in Tølløsegård ließ er ein neues Herrenhaus im holländischen Renaissancestil errichten.
Nach dem Ende des Dreikronenkrieges sank Oxes politischer Einfluss. Er widmete sich nun der Verbesserung der sozialen Verhältnisse in Kopenhagen, indem er Stiftungen für arme Schulkinder und Kranke im Heiliggeisthospital einrichtete. Zudem ermöglichte er begabten Studenten, von denen die bekanntesten Tycho Brahe und Anders Sørensen Vedel sind, ihren wissenschaftlichen Interessen nachzugehen. Auch Niels Hemmingsen, den früheren Hauslehrer seiner Frau, unterstützte er.
Oxe hatte sich wahrscheinlich schon vor 1558 in der Kirche von Bråby, zu deren Kirchspiel Gisselfeld gehörte, ein Epitaph anfertigen lassen, doch obwohl er die kleine Kirche ab 1570 durch einen neuen Chor vergrößern ließ, ließ seine Witwe für ihn ein prachtvolles Grab in der Vor Frue Kirke in Kopenhagen errichten, wo beide beigesetzt sind. Im Gegensatz zu diesem Grab, das bei den Bränden der Vor Frue Kirke 1728 und 1804 zerstört wurde, ist das Epitaph in Bråby erhalten. Es zeigt Oxe als Ritter in Rüstung auf einem Grab liegend, in dem er als Skelett liegt. Die Inschrift verweist auf Oxes Baumaßnahmen in Gisselfeld.